# Ronaël Pierre-Gabriel
Ronaël Julien Pierre-Gabriel (nascut el 13 de juny de 1998) és un futbolista professional francès d'origen martinicà i malgaix que juga com a defensa al GNK Dinamo Zagreb.

## Carrera de club
Pierre-Gabriel és un exponent juvenil de l'AS Saint-Étienne. Va debutar a la Ligue 1 el 29 de novembre de 2015 contra el Guingamp. Va començar en el primer onze, abans de ser substituït al minut 61 per Pierre-Yves Polomat.
El 23 de juliol de 2022, Pierre-Gabriel es va unir a l'Estrasburg de la Ligue 1 amb una cessió d'una temporada amb opció de compra. El 18 de gener de 2023 fou novament cedit fins a final de temporada a l'Espanyol.